# Poltys kochi
Poltys kochi là một loài nhện trong họ Araneidae.
Loài này thuộc chi Poltys. Poltys kochi được Eugen von Keyserling miêu tả năm 1864.